# بلنغدره (مقاطعة فومن)
بلنغدره (بالفارسية: پلنگدره) هي قرية تقع في غيلان في إيران. يقدر عدد سكانها بـ 227 نسمة بحسب إحصاء 2016.